# 掘越寛介
掘越 寛介（ほりこし かんすけ、1859年8月23日（安政6年7月25日）- 1916年（大正5年）2月27日）は、日本の実業家、政治家。衆議院議員、埼玉県北埼玉郡川俣村長。堀越と表記される場合がある。族籍は埼玉県平民。

## 経歴
武蔵国埼玉郡本川俣村（のち埼玉県北埼玉郡川俣村、現:羽生市）で、豪農・掘越庭七郎、りく夫妻の三男として生まれる。和漢学を修めた。
1874年、本川俣村戸長に就任。自由民権運動に加わり、1876年、埼玉郡羽生町に同志と民権結社通見社を創設した。1879年、国会開設請願書を元老院に提出。1881年、羽生領用悪水路連合会、島川路連合会、羽生中学連合会などの議長となる。同年に自由党が創設されると、1882年、通見社などを母体に自由倶楽部を結成し、これが立憲自由党埼玉部に発展し部理（理事）となる。
1884年、埼玉県会議員に選出され、当時の県会多数派である立憲改進党から「自由党ハ気力ニ富ムモ学識に乏シ」との批判を受けて、学業を深めることを決意し翌年に議員を辞し、同人社で英学を修めた後、1889年7月、東京専門学校邦語政治科卒業。東西新聞記者を経て、板垣退助らと『自由新聞』を創刊して副社長に就任した。
1890年7月、第1回衆議院議員総選挙で埼玉県第四区から立憲自由党所属で出馬して当選。以後、第4回、第6回、第8回総選挙でも当選し、衆議院議員を通算四期務めた。この間、自由新聞社の内紛などから自由党を離れ、憲政本党に所属した。1908年5月の第10回総選挙で落選して国政から引退した。
その他、川俣村長を務め、1886年、北埼玉郡不動岡村（現加須市）に私立埼玉英和学校（現埼玉県立不動岡高等学校）を設立することに尽力し、理事・校長を務めた。実業界では、羽生倉庫会社社長、大日本生命保険社長、東武鉄道監査役などを務めている。

## 家族・親族
掘越家
埼玉県北埼玉郡川俣村
掘越家は代々農業を営み、地方の豪家だった。
- 父・庭七郎[4]
- 妻・綾[4]

1861年 -
- 養子・昶（埼玉、柿沼唯治の三男）[4]

1888年 -
- 女・徳子[4]

1909年 -

## 著書
- 『意見概言』掘越寛介、1891年4月。NDLJP:900373。
- 『憲法法理 国務大臣責任概論』洋々社、1892年6月。NDLJP:789011。
- 『内地雑居得失論』 上巻、東京堂書房、1893年12月。NDLJP:785718。
- 『通俗立憲国民心得』有斐閣書店、1898年8月。NDLJP:783510。
- 『埼玉県人優勝策』いろは堂、1904年8月。NDLJP:777924。